# 克劳迪娅·佩希施泰因
克劳迪娅·佩希施泰因（德語：Claudia Pechstein，1972年2月22日—），德国女子速度滑冰运动员，是世界上第一位参加过八届冬奥会的女选手。她曾代表德国在冬季奥运会速度滑冰比赛中获得5枚金牌、2枚银牌和2枚铜牌。